# Si fractus illabatur orbis, impavidum ferient ruinae
Si fractus illabatur orbis impavidum ferient ruinae лат.(изговор: си фрактус илабатур орбис, импавидум  руине) Када би се сломљени срушио свијет, не би ме застрашиле рушевине . (Хорације)

## Поријекло изреке
Ово је изрекао у првом вијеку прије нове ере Квинт Хорације Флак (лат. Quintus Horatius Flaccus), највећи римски лирски песник .

## Значење
Хорације, пјеснички а песимистички констатује да га не би изненадиле рушевине и овако већ урушеног свијета. (Смрт болесног човјека није никакво чудо.)